# Paphiopedilum delenatii
Paphiopedilum delenatii es una especie de planta perteneciente a la familia  Orchidaceae. Es endémica del sur de  Vietnam donde se encuentra en alturas de 600 a 900 m s. n. m.

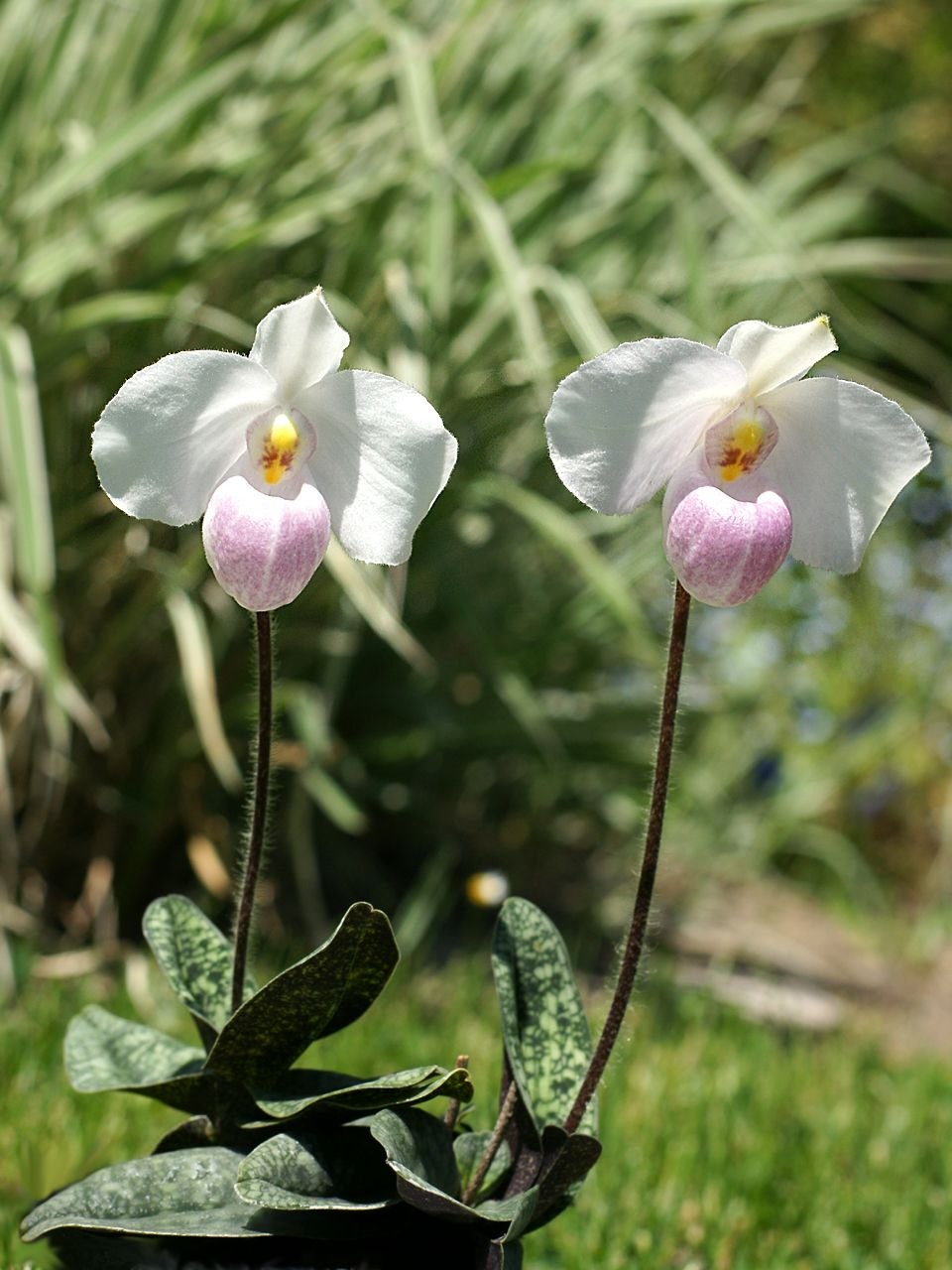
Vista de la planta

## Descripción
Tiene flores olorosas que florecen en primavera con una o dos flores por inflorescencia. Crece  en suelos de granito entre los troncos de árboles, usualmente en lugares sombríos cerca del agua con humedad del 60 a 85%. Tiene nieblas en invierno y fuertes lluvias en verano.

## Taxonomía
Paphiopedilum delenatii fue descrita por André Guillaumin y publicado en Bulletin de la Société Botanique de France 71: 554. 1924.
Etimología
El nombre del género viene de « Cypris», Venus, y de "pedilon" = "zapato" o "zapatilla" en referencia a su labelo inflado en forma de zapatilla.
delenatii; epíteto nombrado en honor de Delanat, un entusiasta francés de las orquídeas en 1900.
Variedades
- Paphiopedilum delenatii var. album
- Paphiopedilum delenatii var. dunkel

Sinonimia
- Cypripedium delenatii (Guillaumin) C.H.Curtis
- Paphiopedilum delenatii f. albinum Braem
- Paphiopedilum delenatii f. vinicolor O.Gruss & Roeth
- Paphiopedilum xichouense Z.J. Liu & X.Qi Chen[3][4]